# Gevierthaufen

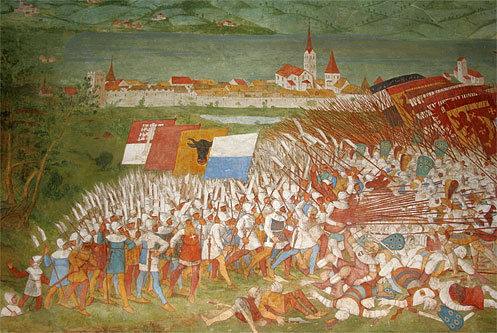
Gevierthaufen der Schweizer Eidgenossen in der Schlacht bei Sempach 1386

Gevierthaufen, auch Haufentaktik, war eine militärisch-taktische Formation der Infanterie vom 14. bis zum 17. Jahrhundert. Der Gevierthaufen kombinierte Pikeniere und Musketiere in einer quadratischen Formation, die eine koordinierte Verteidigung und Offensive ermöglichte. Die Ordonnanz der Gevierthaufen, die sich mit der spanischen Tercio, der Niederländischen Ordonnanz bis hin zur Schwedischen Ordonnanz vervollkommnete, wurde durch die Entwicklung der Feuerwaffen überholt und durch die modernere Lineartaktik abgelöst.

## Entstehung
Die Tradition, dass Bauern und Hirten des Schweizer Berglands in großen Formationen mit Pike und Hellebarde kämpften, hat eine lange Vorgeschichte, doch erst zu Beginn des vierzehnten Jahrhunderts begannen sie, zunächst in den Städten der Ebene wie Zürich, ihre Dienste als Söldner anzubieten. In den Kriegen der Schweizer Volksheere gegen die Ritterheere der Burgunder im 14. und 15. Jahrhundert bildete sich als Hauptelement der Schlachtordnung des in geschlossenen Massen kämpfenden Fußvolks der Haufen heraus. Der Kern des Haufens bestand aus leicht bewaffneten Männern. Sie waren von Piken umgeben, die mehrere Reihen tief standen und deren Aufgabe es war, die berittenen Angreifer zu stoppen. Armbrüste und später auch Feuerwaffen spielten nur eine untergeordnete Rolle. Zur Schlacht formierten die Schweizer gewöhnlich drei Haufen, nämlich Vorhut, Gewalthaufen und Nachhut, für die sich im Laufe des 15. Jahrhunderts das sogenannte Geviert als Norm durchsetzte.

## Weiterentwicklung

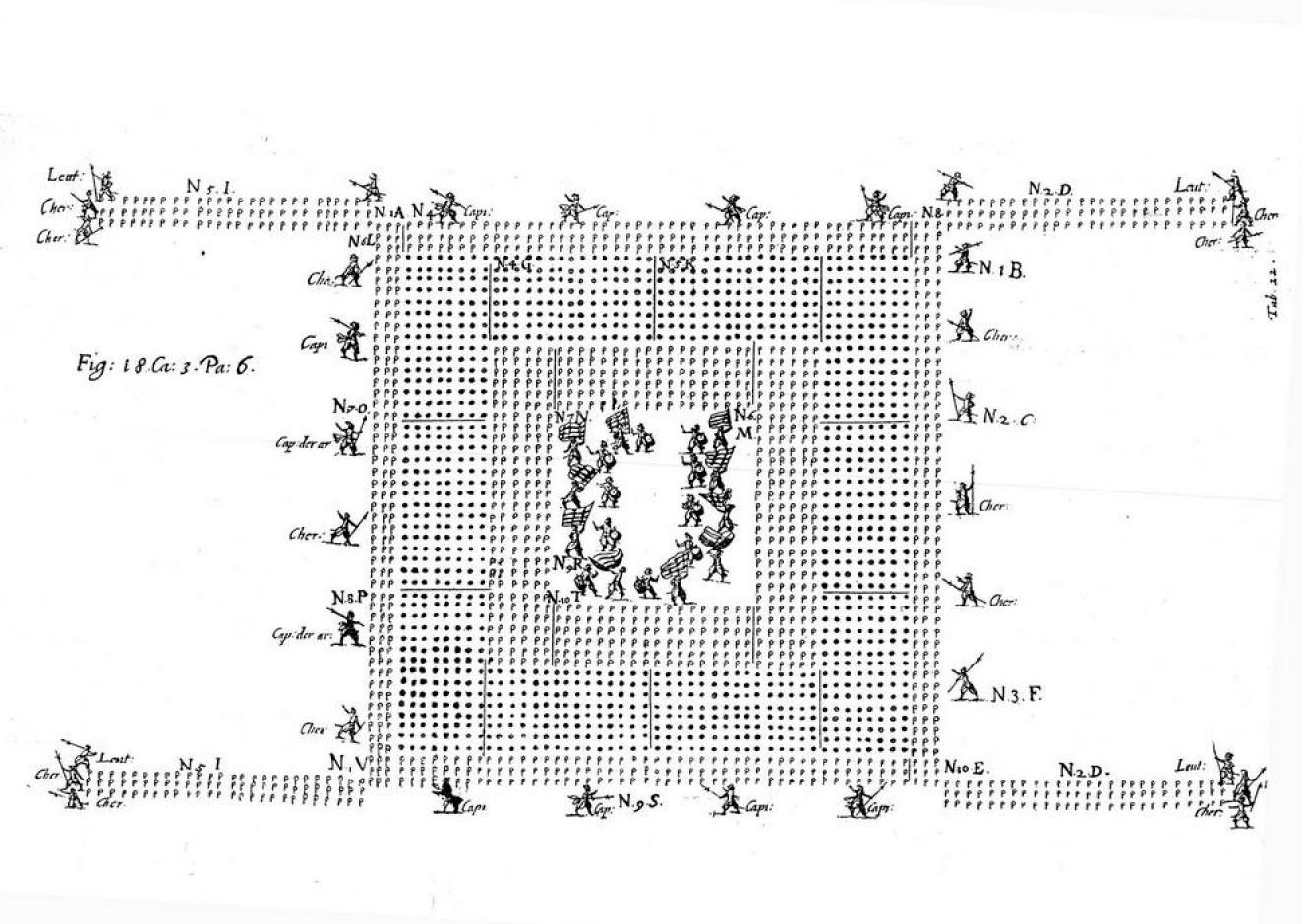
Infanterieregiment um 1647 als Gevierthaufen

Seit dem letzten Drittel des 15. Jahrhunderts, als die Schweizer immer häufiger als Söldnertruppen in fremde Dienste traten, wurde der Schweizer Gevierthaufen ebenso wie die Aufstellung des Fußvolks in drei Haufen von den Söldnerheeren anderer Länder übernommen und zur taktischen Formation der Infanterie weiterentwickelt. So wurde in englischsprachigen Söldnerheeren der Begriff des Pike square, eine durchaus sinngemäße Übersetzung für Gevierthaufen, geprägt, der sich in der Folgezeit erhalten hat.

## Taktische Formation

### Schweiz
Der Gevierthaufen war ein dicht geschlossenes Rechteck mit je 30–50 Mann neben- und hintereinander. Bei den Schweizern bestand er aus mehreren Gliedern Spießern, die anfangs von Leichtbewaffneten mit Äxten, Beilen und kurzen Schwerten, später von Hellebardieren umgeben waren.

Gevierthaufen Schweizer Pikeniere, hier Reenactment taktischer Formationen an der Escalade de Genève
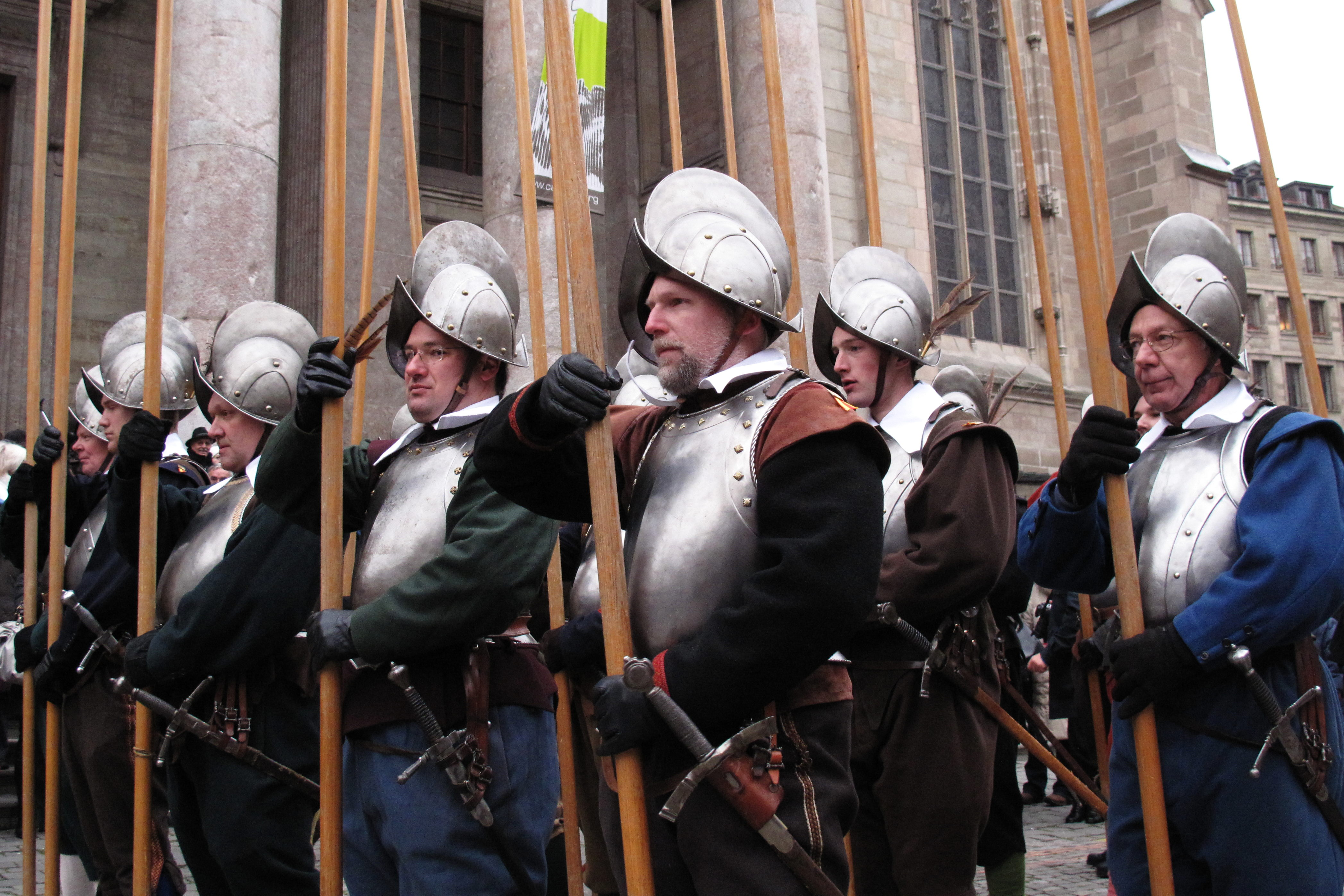
Abb. 1
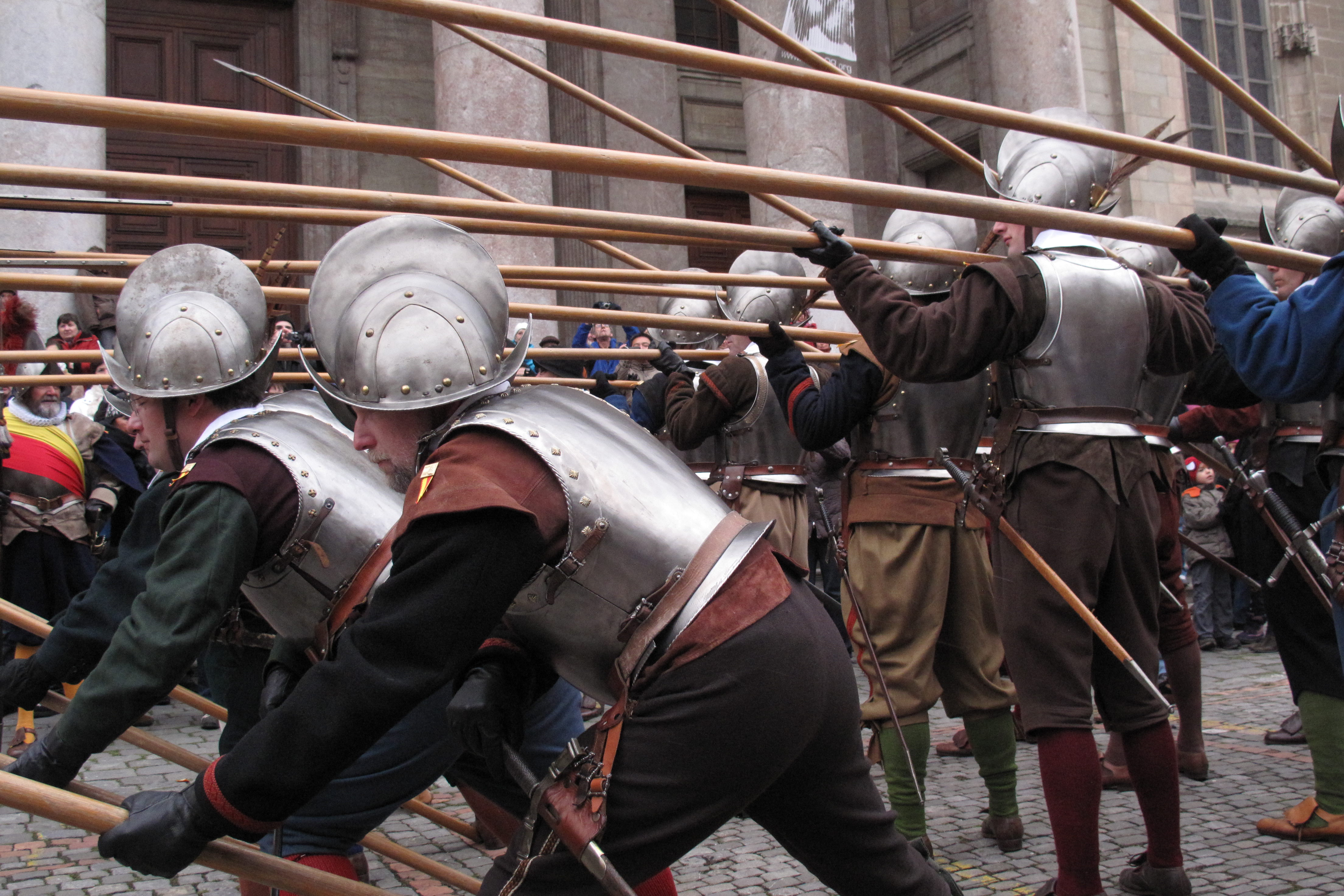
Abb. 2
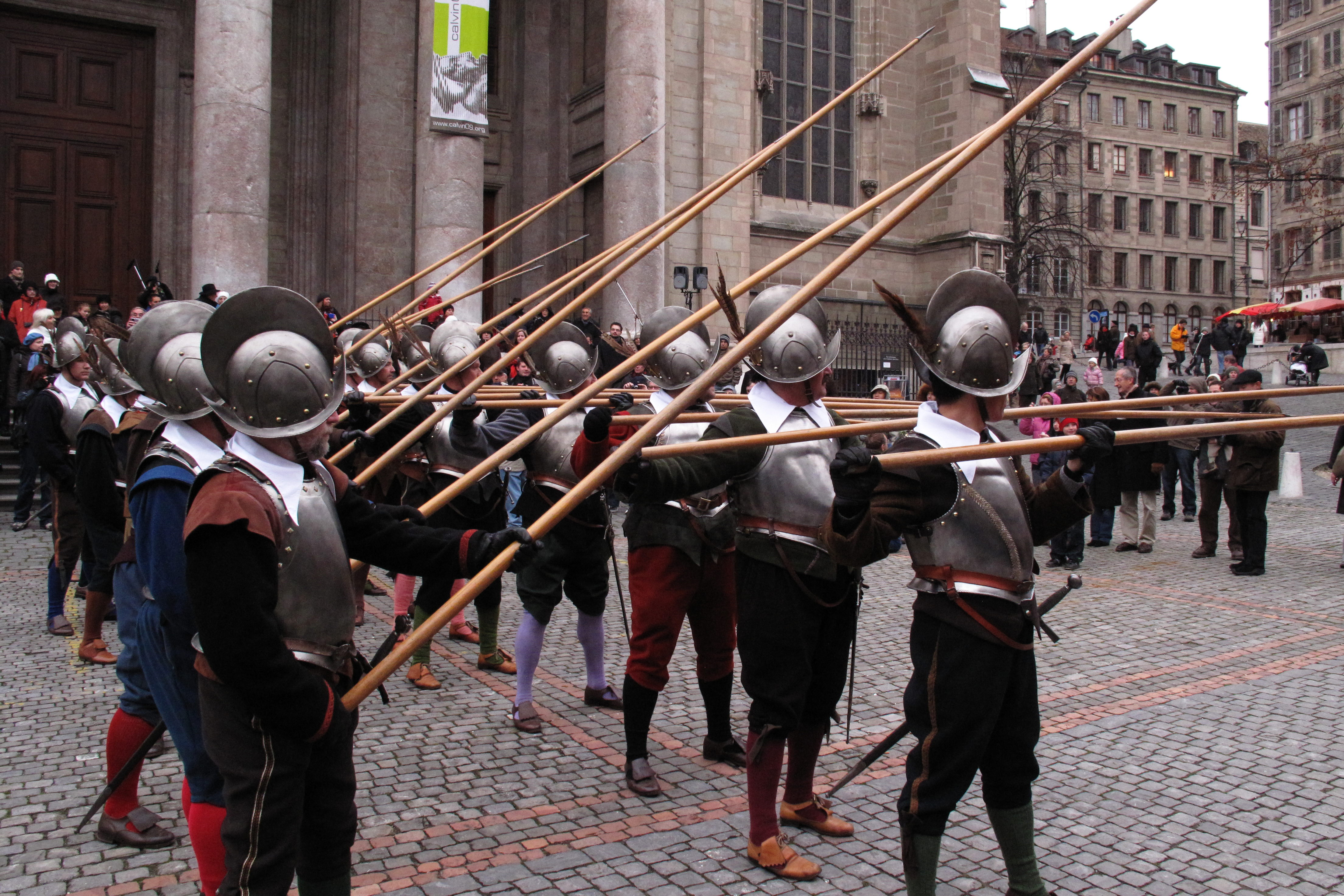
Abb. 3
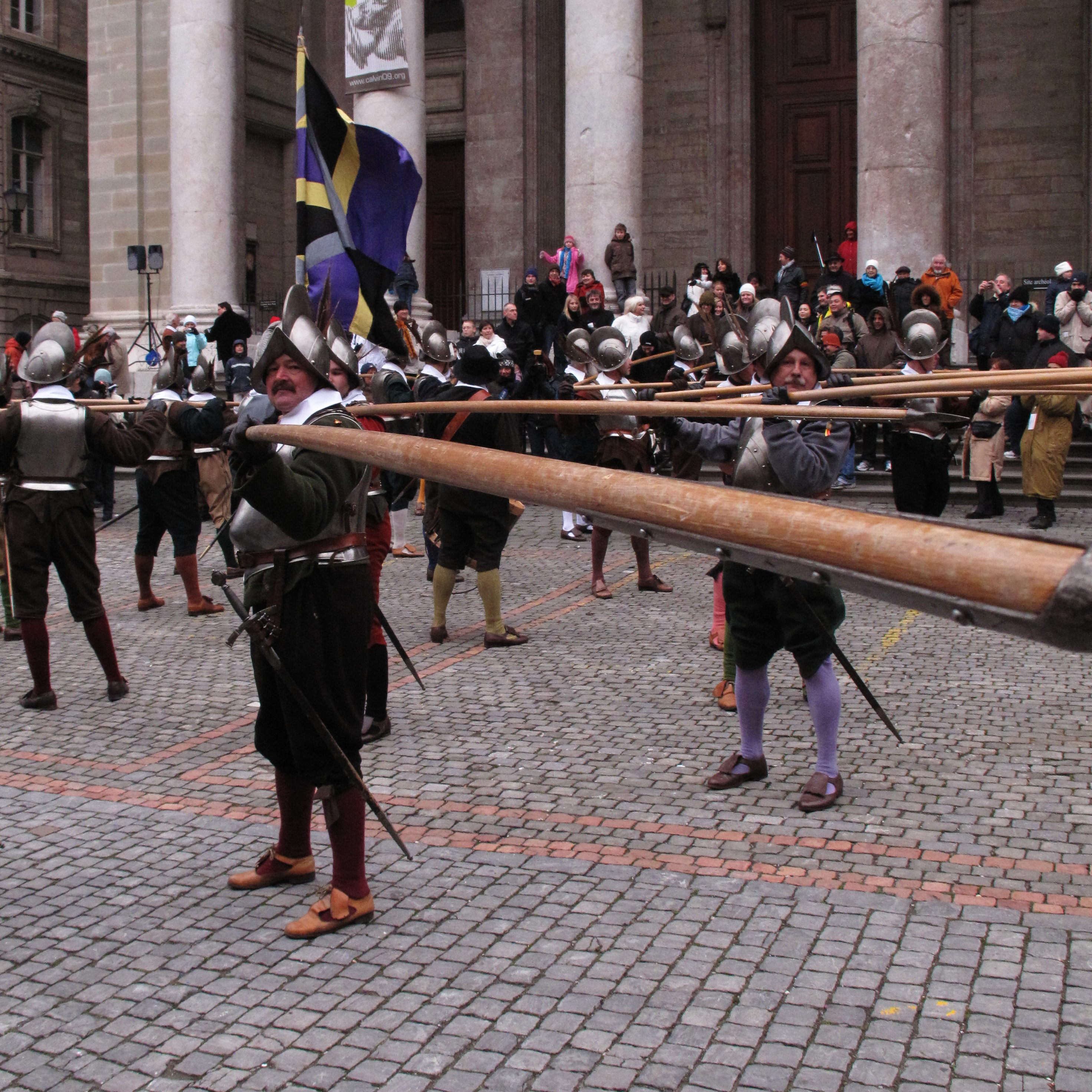
Abb. 4

Abbildung 1: Pikeniere in „Kampfbereitschaft“.

Die Stangenwaffen werden in senkrechter Position dicht am Körper gehalten, der Gevierthaufen hat im Kampf-Karree Aufstellung genommen.
Abbildung 2: Pikeniere in „Abwehrhaltung gegen Kavallerie“.

Die erste Reihe hält das Schaftende der Stangenwaffen am Boden fixiert. Die Pike zeigt im Winkel von ca. 30–35° schräg nach oben in Richtung des anstürmenden Gegners. Die zweite Reihe hält die Stangenwaffen horizontal nach vorn und leistet „Sicherung und Deckung“.
Abbildung 3: Pikeniere in „Ausfallposition bereit zur Attacke“.

Die erste Reihe hält die Stangenwaffen horizontal stoßbereit in Schulterhöhe in Richtung des zu attackierenden Gegners. Die zweite Reihe hält die Piken „Schräg nach oben“ zur Vermeidung von Verletzungen der Pikeniere in der ersten Reihe und in Bereitschaft diese zu ersetzen. Unter realen Gefechtsbedingungen konnten beide Reihen, je nach Kantenlänge des Karrees und der Personalstärke, drei bis fünf Glieder umfassen. Alle Waffen zeigten somit zum Gegner und nicht in Richtung der eigenen Kampfformation.
Abbildung 4: Pikeniere im Karree zur „Rundumverteidigung“.

Die Pikeniere halten die Stangenwaffen horizontal stoßbereit in Schulterhöhe und schützen so das Karree nach allen Richtungen gleichzeitig.

### Deutschland
Den Gevierthaufen der deutschen Landsknechte bildeten immer weniger Hellebardiere, Spießer und Pikeniere. Im ersten Glied kämpften gewöhnlich die Hauptleute und Doppelsöldner, in der Mitte des Gevierthaufens befanden sich die Fahnen. Auf jene Hauptleute geht der spätere militärische Dienstgrad Hauptmann der Dienstgradgruppe der Offiziere in deutschsprachigen Armeen zurück.

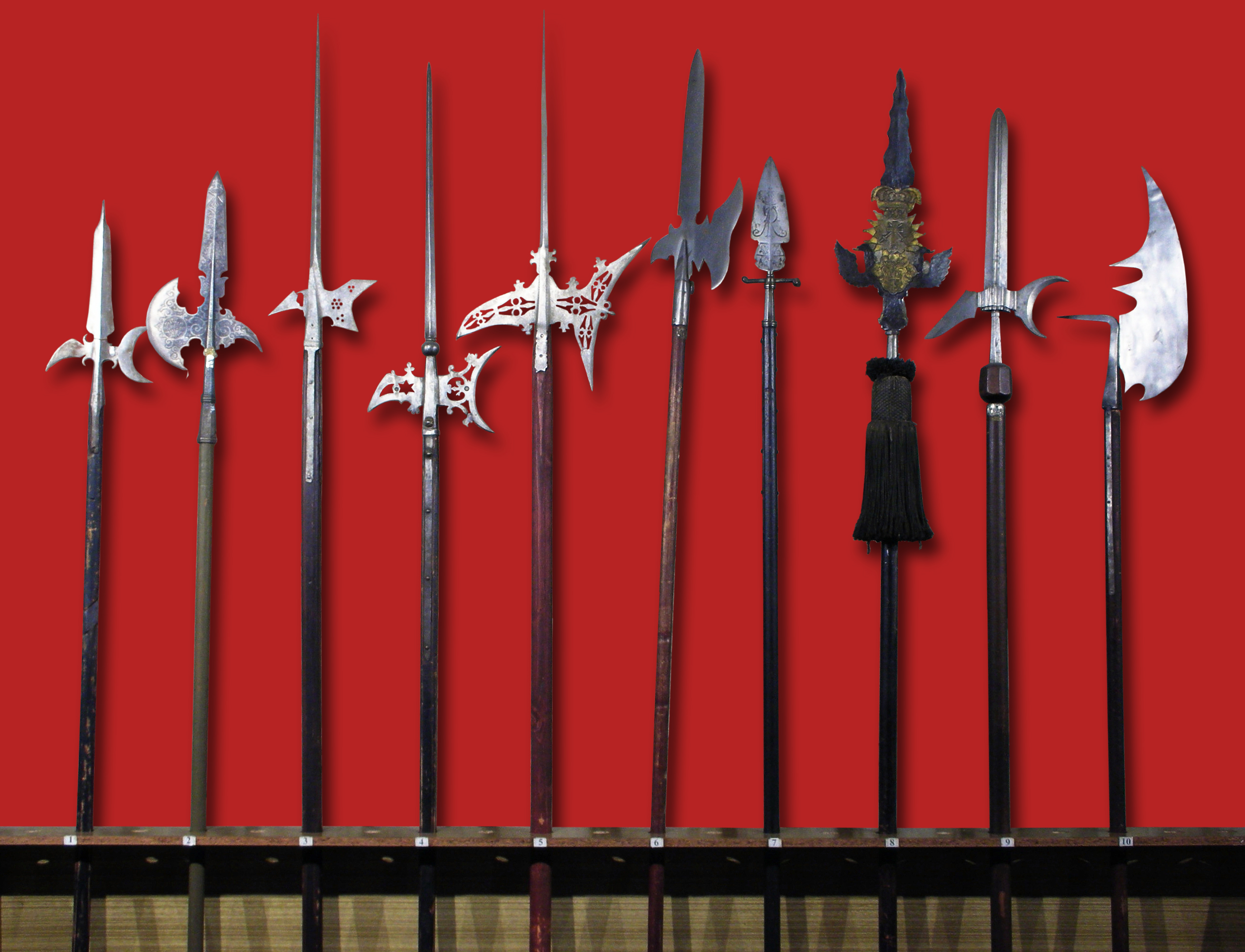
Hellebarden
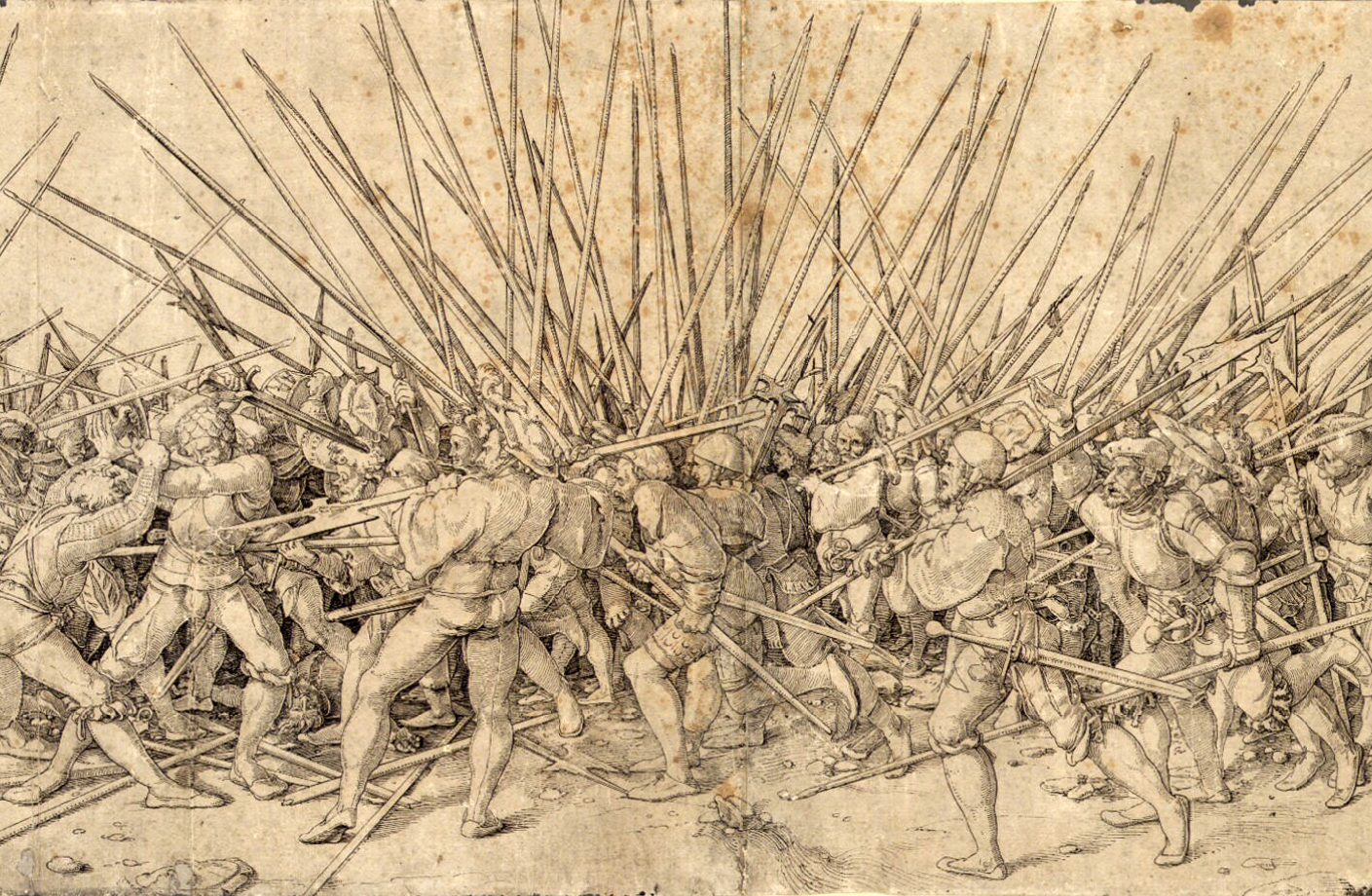
Landsknechte mit Spießen
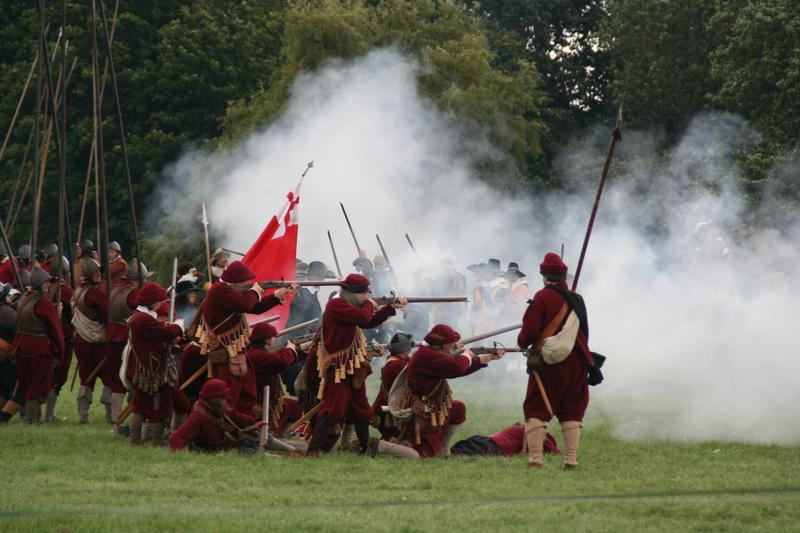
Spießer und Musketier
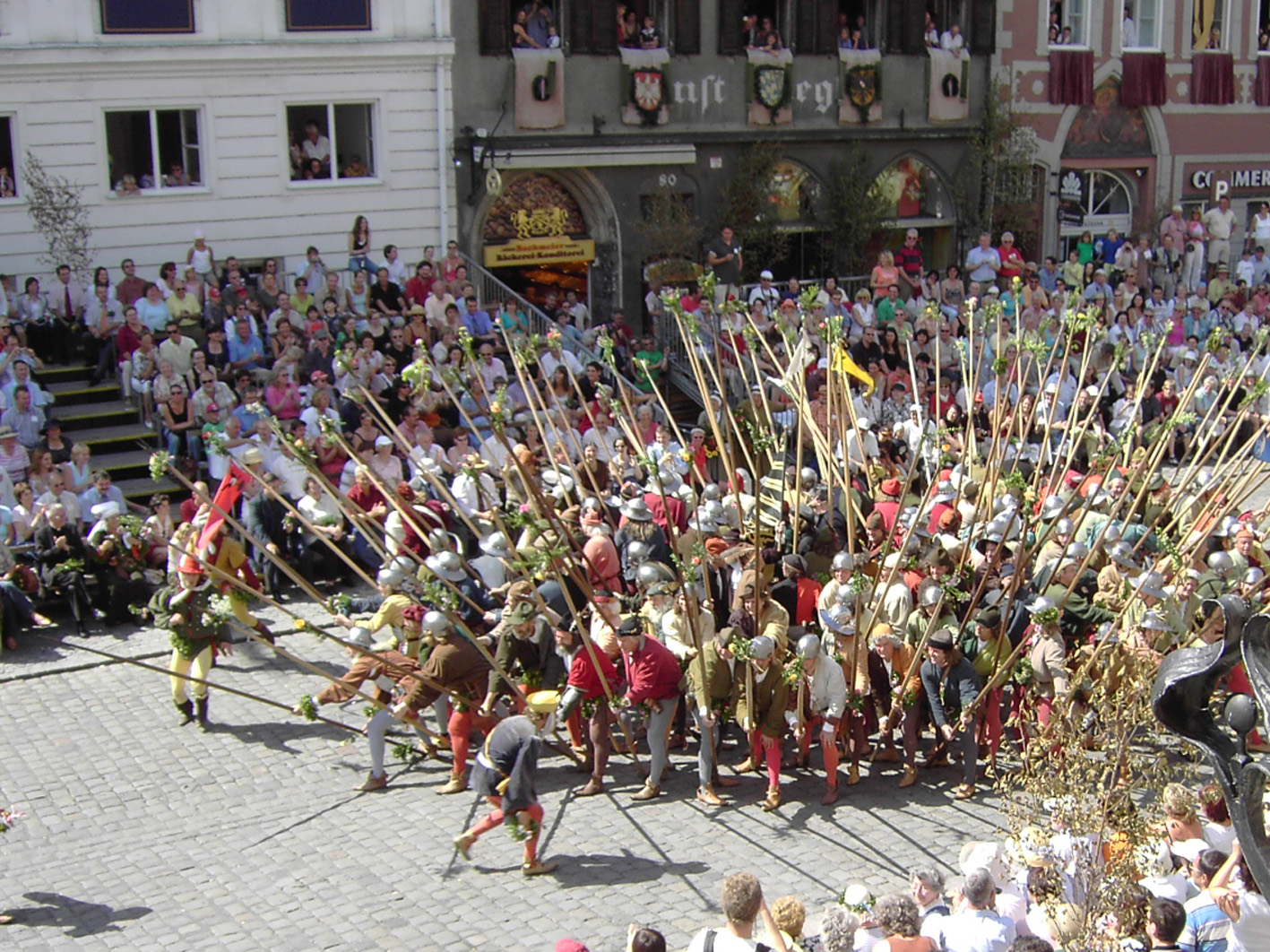
Igelformation, Reenactment zur Landshuter Hochzeit

## Kampftaktik und Ablösung durch die Linientaktik
Der Gevierthaufen suchte mit wuchtigem Stoß die gegnerische Aufstellung aufzubrechen, wozu die ersten sechs dem Gegner zugewandten Glieder die Spieße fällen, löste sich aber nach dem Zusammenprall zumeist in Einzelkämpfer auf. In der Verteidigung, besonders gegen Reiterei, steckten alle äußeren Glieder die Spieße vor, so dass ein Igel mit hoher Abwehrkraft entstand. Anfangs schwärmten die Armbrust- und Büchsenschützen lose in geringer Zahl vor der Front des Gevierthaufens und spielten im Gefecht nur eine unbedeutende Rolle.
Mit der raschen Zunahme der Musketiere im 16. Jahrhundert entstanden im Rahmen der Haufen zur besseren Verbindung von Stoß- und Feuerkraft neue Gefechtsaufstellungen, die in den Ordonnanzen festgelegt wurden.
Die weitere Entwicklung der Feuerwaffen führte zur allmählichen Auflösung der großen Gevierthaufen in eine größere Anzahl Haufen mit geringerer Tiefe. Die Einführung des Bajonetts machte schließlich um 1700 die Stangenwaffen als Infanteriebewaffnung überflüssig. An die Stelle der dichten Haufen der Pikeniere und der mit ihnen zusammenwirkenden Musketiere traten die langen, 6–10 Glieder tiefen Linien der ausschließlich mit Feuerwaffen ausgerüsteten Infanterie.
Die Haufentaktik war durch die sich immer schneller entwickelnde Waffentechnik überholt und wurde durch die Linientaktik abgelöst.